# Ruslan Valiullin
Ruslan Valiullin (Oral, 9 de septiembre de 1994) es un futbolista kazajo que juega de centrocampista en el FC Kyzylzhar de la Liga Premier de Kazajistán. Es internacional con la selección de fútbol de Kazajistán.

## Selección nacional
Valiullin debutó como internacional el 28 de marzo de 2021, en un partido de clasificación para la Copa Mundial de Fútbol de 2022 frente a la selección de fútbol de Francia.
El 1 de septiembre de 2021 anotó un doblete en un partido de la misma fase de clasificación frente a la selección de fútbol de Ucrania que terminó con empate a dos.

## Clubes
| Club         | País       | Año       |
| ------------ | ---------- | --------- |
| FC Akzhayik  | Kazajistán | 2011-2017 |
| FC Aktobe    | Kazajistán | 2017-2018 |
| FC Tobol     | Kazajistán | 2018-2021 |
| FC Tobol     | Kazajistán | 2023-2024 |
| FC Kyzylzhar | Kazajistán | 2025-     |